# هنری بی. پین
هنری بی. پین (به انگلیسی: Henry B. Payne) سناتور سابق عضو حزب دموکرات ایالات متحده آمریکا بود. وی در سال ۱۸۸۵ تا ۱۸۹۱ میلادی سناتور ایالت اوهایو در سنای ایالات متحده آمریکا بود.